# Hans Barchmann
Hans Barchmann (juni 1582 i Schwaben – 10. februar 1648) var snedker og billedskærer.
Hans Barchmann er første gang nævnt i Danmark 1608 blandt de snedkersvende, som daværende slotssnedker på Frederiksborg Slot, Gregers Greuss, afregnede med. Barchmann var slotssnedker på Frederiksborg fra 14. april 1611 med bestalling fra 8. maj 1616. Han skulle udføre forefaldende snedkerarbejde og betales ekstra, så længe han forarbejdede muskattræ og ibenholt. Han brugte disse træsorter i slotskirkens kongestol, der ligesom alle stolestadernes gavle og døre blev dekoreret med intarsia. Denne teknik var ikke tidligere anvendt i Danmark i så høj kvalitet som her, hvor man også på altertavlens bagside finder intarsia og et felt svarende til stolegavlenes blomsterdekoration. Stolenes postamenter har perspektivbilleder udført efter forlæg af Hans Vredeman de Vries, mens topstykkernes dekorationer er skåret af de billedskærere, der arbejdede for slotssnedkeren. Barchmann fik i 1625 besked på at afskedige sine folk, hvorfor arbejdet må været afsluttet på det tidspunkt. Kong Christian IV udtrykte sin tilfredshed over arbejdet ved i 1619 at skænke Barchmann en grund i Hillerød. 1622 fik han desuden Kratmøllen nær Slangerup i forlening på livstid. Barchmanns arbejder overlevede slotsbranden i 1859.
Barchmann var også den ledende snedker ved genopførelsen af Kronborg efter branden 1629 og tilsynsførende med snedkerarbejdet på slottet fra 4. september 1639. Barchmann leverede døre, vinduesrammer, hylder, bænke, borde, skabe m.m. fra et værksted ved slottet. Samtidig fik han opgaver på toldboden i Helsingør, og i årene 1629-35 viser flere kirkeregnskaber udbetalinger til "Hans Snedker i Kratmøllen". Barchmann deltog også i forberedelserne af dekorationerne på Københavns Slot til henholdsvis den udvalgte prins Christian og grevinde Leonora Christines bryllupper i 1634 og 1636. 
Barchmann blev gift første gang 24. november 1611 på Frederiksborg med Engel Jakobsdatter (død 10. december 1622, begravet i Helsingør). Anden gang blev han gift før 1636 med Anna Andersdatter (ca. 1595 – 1650), datter af sognepræst, provst i Strø Anders Lauritsen og Inger Jørgensdatter. Han er begravet i Helsingør Klosters fratergård.

## Værker
- Stolestader i Frederiksborg Slotskirke (1611-16) og malerirammer sammesteds (1629)
- Altertavle i Gerlev Kirke (1631)
- Prædikestol i Lillerød Kirke (1632)
- Prædikestolshimmel i Esbønderup Kirke (1640)

Forsvundne arbejder:
- Prædikestol i Uggeløse Kirke (1629-30) og stolestader sammesteds (1635)
- Prædikestol i Vinderød Kirke (1631)
- Altertavle i Tjæreby Kirke (1635)

Tilskrivninger:
- Altertavlerne i Dråby Kirke og Krogstrup Kirke
- Dele af altertavlerne i Lille Lyngby Kirke og Lynge Kirke (o. 1630)
- Epitafier over Hans Mich(elsen) (1631 sammesteds) og rådmand Jacob Clausen (1632, sammesteds)
- Prædikestolene i Torup Kirke (1620); Annisse Kirke; Skævinge Kirke; Orø Kirke (1632), Ramløse Kirke (1635); Strø Kirke; Dråby Kirke; Kyndby Kirke; Nørre Herlev Kirke og fontehimmel i Græsted Kirke (1640-45)